# Magistrala CFR 400

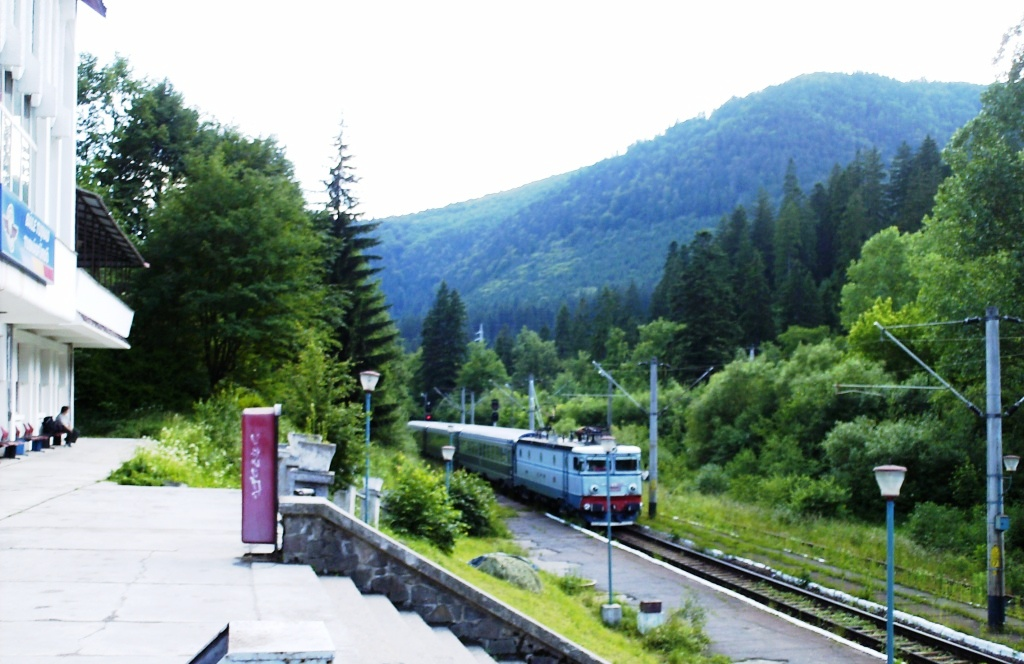
Tren sosind în Gara Băile Tușnad situată pe magistrala 400

Magistrala 400 este o cale ferată principală a Căilor Ferate Române. Unește Brașovul cu județele Harghita și Covasna din România până la Satu Mare.

### Căi ferate principale
- 400 Brașov - Sfântu Gheorghe - Miercurea Ciuc - Siculeni - Deda - Sărățel - Dej - Jibou - Baia Mare - Satu Mare (518 km)
- 401 Cluj Napoca - Dej - Ilva Mică
- 402 Oradea - Satu Mare - Halmeu
- 405 Deda - Reghin - Târgu Mureș - Luduș - Războieni

### Căi ferate adiacente sau secundare
| Secția | Traseu                                                      | Lungime (km) | Operator |
| ------ | ----------------------------------------------------------- | ------------ | --- |
| 401    | Ilva Mică - Salva - Dej - Apahida - Cluj Napoca             | 131          | CFR |
| 402    | Oradea - Săcuieni - Carei - Satu Mare - Halmeu              | 154          | CFR |
| 403    | Brașov - Întorsura Buzăului                                 | 36           | Regio Călători |
| 404    | Sfântu Gheorghe - Covasna - Brețcu, Covasna                 | 66           | Regio Călători |
| 405    | Deda - Reghin - Târgu Mureș - Luduș - Războieni             | 114          | CFR |
| 406    | Bistrița Bârgăului - Bistrița Nord - Sărățel - Șieu - Luduș | 140          | Interregional Călători (Bistrița Bârgăului-Bistrița Nord) CFR (Bistrița-Măgheruș Șieu) Regio Călători (Măgheruș Șieu - Luduș) |
| 407    | Târgu Mureș - Band - Lechința - Band Sud - Miheșu de Câmpie | 44           | Desființată |
| 408    | Târgu Mureș - Băile Sovata - Praid                          | 82           | Desființată |
| 409    | Salva - Vișeu de Jos - Sighetu Marmației                    | 118          | CFR |
| 410    | Vișeu de Jos - Borșa                                        | 21           | Închisă |
| 411    | Sighetu Marmației - Câmpulung la Tisa                       | 15           | CFR (trafic inexistent) |
| 412    | Jibou - Zalău - Sărmășag - Carei                            | 112          | CFR |
| 413    | Săcuieni - Sărmășag                                         | 87           | CFR |
| 414    | Ulmeni Sălaj - Cehu Silvaniei                               | 25           | închisă |
| 415    | General Avramescu - Crucișor                                | 28           | Desființată |
| 416    | Abrami - Popești                                            | 16           | Interregional Călători (doar marfă)                                                                                           |
| 417    | Satu Mare - Bixad                                           | 37           | închisă |
| 418    | Ilva Mică - Rodna                                           | 21           | Închisă |
| 421    | Valea lui Mihai - Nyírábrány                                | 9            | CFR/MAV |
| 422    | Carei - Agerdomajor                                         | 9            | MAV |
| 423    | Berlibas - Sighetu Marmației - Teresva - Baia Mare          | 63           | Închisă |